# Николай Василев (лекар)
Вижте пояснителната страница за други личности с името Николай Василев.
Николай Борисов Василев е български лекар, офицер, генерал-майор, член-кореспондент на Българската академия на науките (1984).

## Биография
Роден е на 23 септември 1923 г. в Пазарджик. Завършва медицина през 1943 г. в София. След това е селски лекар в селата Прелез (1943 – 1944). Мобилизиран е през 1944 г. и е изпратен като дружинен лекар в българския окупационен корпус в Югославия. През август 1944 г. е демобилизиран и започва работа като участъков лекар в Карабунар (края на 1944), Сестримо (1945), Равногор (1946). От 1947 г. е ординатор на хирургичното отделение в Пазарджик. Между 1949 и 1952 г. работи във Военната болница в Пловдив като ординатор в хирургичното отделение, а след това и в тези в София и Хасково. Специализира хирургия в София (1953), военнополева хирургия в Ленинград и ендокринна хирургия в Киев. Две години е началник на хирургично отделение във Военната болница в Хасково. От 1957 до 1959 г. е заместник-началник на 2-ро хирургично отделение, както и старши преподавател по военнополева хирургия в ОАБ-София. Между 1959 и 1960 г. е хирург в българската военномедицинска бригада по време на Виетнамската война. Работи като хирург в болница 103 и военномедицинското училище в Ха Донг. От 1962 г. е началник на Клиниката по обща и коремна хирургия при Военномедицинска академия, а от 1969 е професор. През 1979 г. е избран за началник на катедрата по военнополева хирургия, а от 1980 г. е генерал-майор. Между 1981 и 1988 г. е главен хирург на българската армия. През 1961 г. защитава кандидатска дисертация (докторска), 1976 докторска дисертация (доктор на науките), доцент от 1963 и професор от 1970 г. Умира на 23 ноември през 1992 г. в София. Носител е на званието „Заслужил лекар“ (1978), Димитровска награда (1980). Автор е на 4 учебника и 10 монографии по обща и военнополева хирургия. Бил е председател на Научното хирургическо дружество в България, както и на Специализирания научен съвет по хирургия, ортопедия, анестезиология и урология. Почетен член на хирургически дружества в СССР, Чехословакия и Куба.
Сред заслугите му е създаването и въвеждането в хирургията на антимикробни платна и конци – АМПОКСЕН и ПОЛИКОН.

## Трудове
- Мирновременни и военновремени травми на корема. Изд. Христо Г. Данов, 1974
- Върху клиничното протичане на стрес-язвите. В: Стомашно-чревни кръвоизливи и перитонити. Военно издателство, 1977
- в съавт. Маринов, Х. и Цанков, Н. Актуални проблеми в раневата инфекция. Военно издателство, 1978
- в съавт. Филипов, А. Дифузни перитонити след коремни травми и оперативни интервенции върху коремни органи. Военно издателство, 1982
- в съавт. Кръстинов, Г. Учебник по военнополева хирургия. Изд. Медицина и физкултура, 1983
- в съавт. Пепи Казанджиев. Огнестрелна рана.
- Рана и ранева инфекция. Военно издателство, 1985